# Parque nacional de Fulufjället
El Parque nacional de Fulufjället (en sueco: Fulufjället nationalpark) es un parque nacional en el centro de Suecia. Su superficie total es de 385 kilómetros cuadrados, que se encuentra totalmente dentro del municipio de Älvdalen en la provincia de Dalarna. Fue llamado así por la montaña de Fulufjället, que se eleva a 1044 metros de altura.
El parque fue inaugurado en septiembre de 2002 por el rey Carlos XVI Gustavo de Suecia.